# 亨利二十四世 (羅伊斯-格賴茨)
亨利二十四世（Heinrich XXIV，1878年3月20日—1927年10月13日），羅伊斯-格賴茨亲王，是亨利二十二世亲王与绍姆堡-利珀的伊达公主的长子。因為患有精神疾病，由羅伊斯幼系亲王亨利二十七世摄政。1927年，亨利二十四世去世，未婚，无子嗣。亨利二十七世成为继承人。